# Fritz Røed
Fritz Røed, född 15 augusti 1928 i Bryne i Time kommun i Rogaland, död 20 december 2002 i kommunen Villa Faraldi i Italien, var en norsk skulptör.
Fritz Røed är mest känd för  Sverd i fjell, minnesmärket över Norges enande.
Fritz Røed utbildade sig vid Statens Kunstakademi i Oslo 1948–51, för Einar Utzon-Frank vid Det Kongelige Danske Kunstakademi i Köpenhamn 1951 och för Ossip Zadkine vid Académie de la Grande Chaumière i Paris 1952. Han debuterade på Høstutstillingen 1956 med två figuriner av barn.

## Offentliga verk i urval
- Minnesmärke vid Fylkeshuset i Vadsø, 1968
- Lekskulptur, 1971, Rustad skole i Oslo
- Vannmusikk, 1981 i Trondheim
- Sverd i fjell, 1983, minnesmärke över Slaget i Hafrsfjorden 872, Hafrsfjord
- Vårfornemmelser, 1989, Fjellveien i Sandviken i Bergen, rest 1989

## Fritz Røeds skulpturpark
- Huvudartikel: Fritz Røeds skulpturpark

År 2004 öppnade Fritz Røeds skulpturpark i Bryne. Fritz Røed var själv med och planlade skulpturparken på temat "Ei vise om livet". Som med vers i taget ackompanjerar tio skulpturer temata som frihet, omsorg, glädje, fred, ofred, hopp och livsglädje.